# Good Hope (Geórgia)
Good Hope é uma cidade  localizada no estado americano de Geórgia, no Condado de Walton.

## Demografia
Segundo o censo americano de 2000, a sua população era de 210 habitantes.
Em 2006, foi estimada uma população de 246, um aumento de 36 (17.1%).

## Geografia
De acordo com o United States Census Bureau tem uma área de
4,6 km², dos quais 4,6 km² cobertos por terra e 0,0 km² cobertos por água.

## Localidades na vizinhança
O diagrama seguinte representa as localidades num raio de 20 km ao redor de Good Hope.